# Dineutus nigrior
Dineutus nigrior là một loài bọ cánh cứng trong họ van Gyrinidae. Loài này được Roberts miêu tả khoa học năm 1895.